# Expressiv beröring
Expressiv beröring är ett uttryck inom omvårdnadsarbete. I motsats till procedurmässig beröring – när man exempelvis lägger om ett sår – så är expressiv beröring oftast en del av omvårdnad och tröst, där själva beröringen är det centrala och det bidrar till patientens välbefinnande.